# IC 1453
IC 1453 је спирална галаксија у сазвјежђу Водолија која се налази на листи објеката дубоког неба у Индекс каталогу.
Деклинација објекта је - 13° 26' 58" а ректасцензија 22h 46m 54,4s. Привидна величина (магнитуда) објекта IC 1453 износи 14,9 а фотографска магнитуда 15,7. IC 1453 је још познат и под ознакама MCG -2-58-4, PGC 69701.